# Persulfate

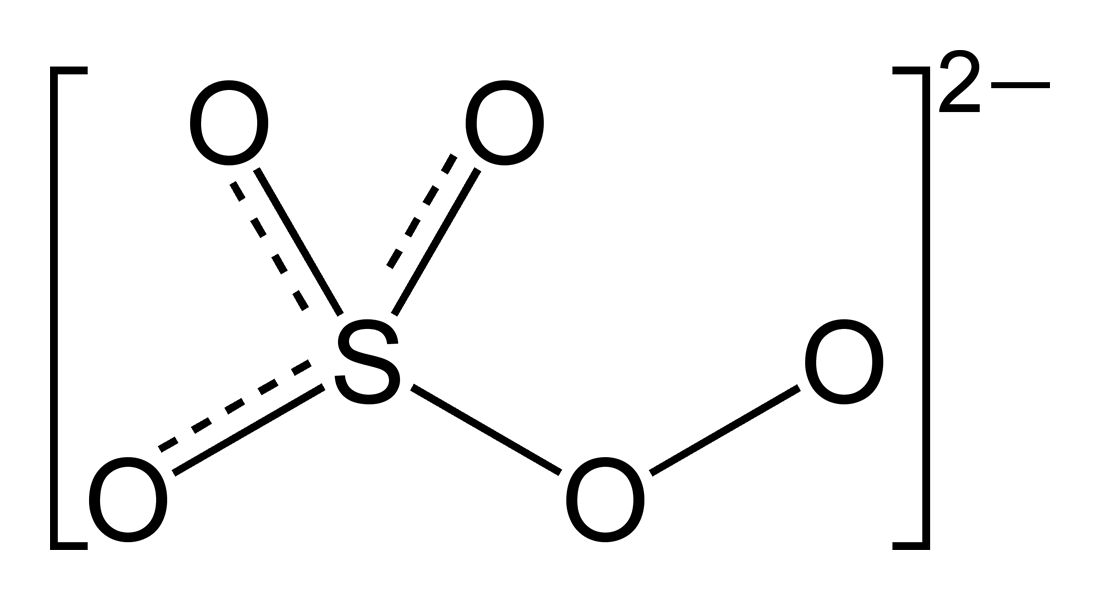
Structure de l'anion peroxomonosulfate

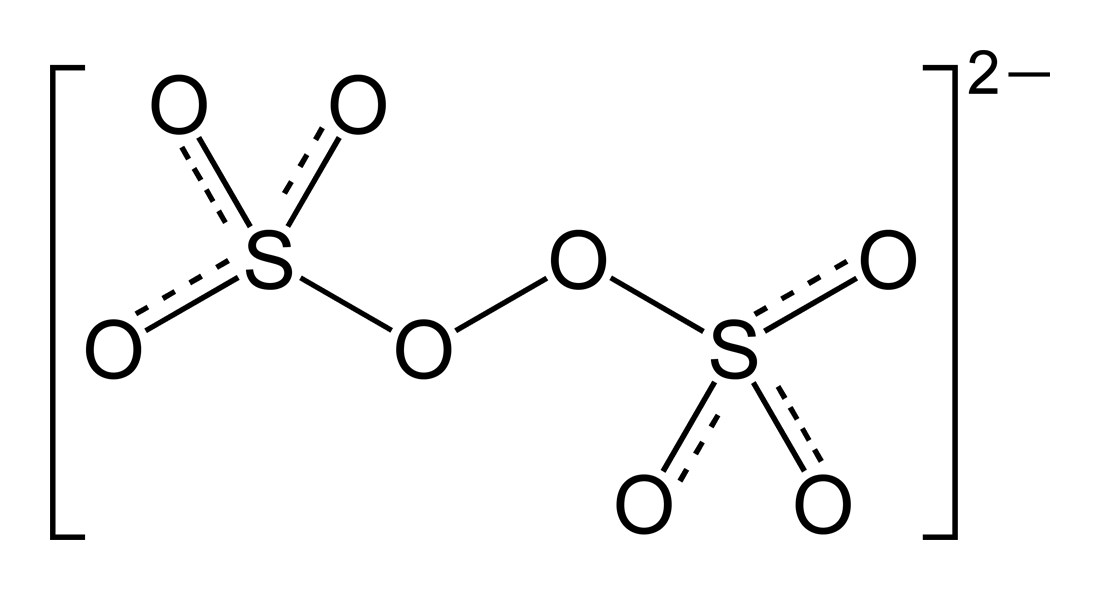
Structure de l'anion peroxodisulfate

Un persulfate est un oxyanion, ou son sel associé, possédant un groupe peroxyde lié à un ou deux atomes de soufre. Il existe deux anions persulfate : le peroxomonosulfate SO52− et le peroxodisulfate S2O82−. Le soufre adopte la  géométrie tétraédrique normale typique de l'état d'oxydation S(VI).
Les persulfates sont de puissants oxydants et comburants.